# 宮城県立石巻支援学校
宮城県立石巻支援学校（みやぎけんりつ いしのまきしえんがっこう）は、宮城県石巻市蛇田にある県立特別支援学校。知的障害を教育領域とする。

## 概要
県の発達障害に関する研究指定校の扱いを受けている。

## 沿革
- 1977年 - 宮城県立光明養護学校石巻分教室が石巻市立湊小学校内に開設（小学部のみ）。
- 1978年 - 宮城県立光明養護学校石巻分教室が宮城県立光明養護学校石巻分校に改組。併せて、中学部設置により石巻市立山下小学校内に移転。
- 1982年 - 開設に先立ち、併せて山下小学校の改築に伴い、湊小学校に所在地を復帰。その後、開校直前に、新設学校の校舎内に移転。
- 1983年4月 - 宮城県立石巻養護学校として開校。
- 2009年4月 - 宮城県立石巻支援学校に改称。

## 学部
- 小学部
- 中学部
- 高等部